# Zoltán Tildy

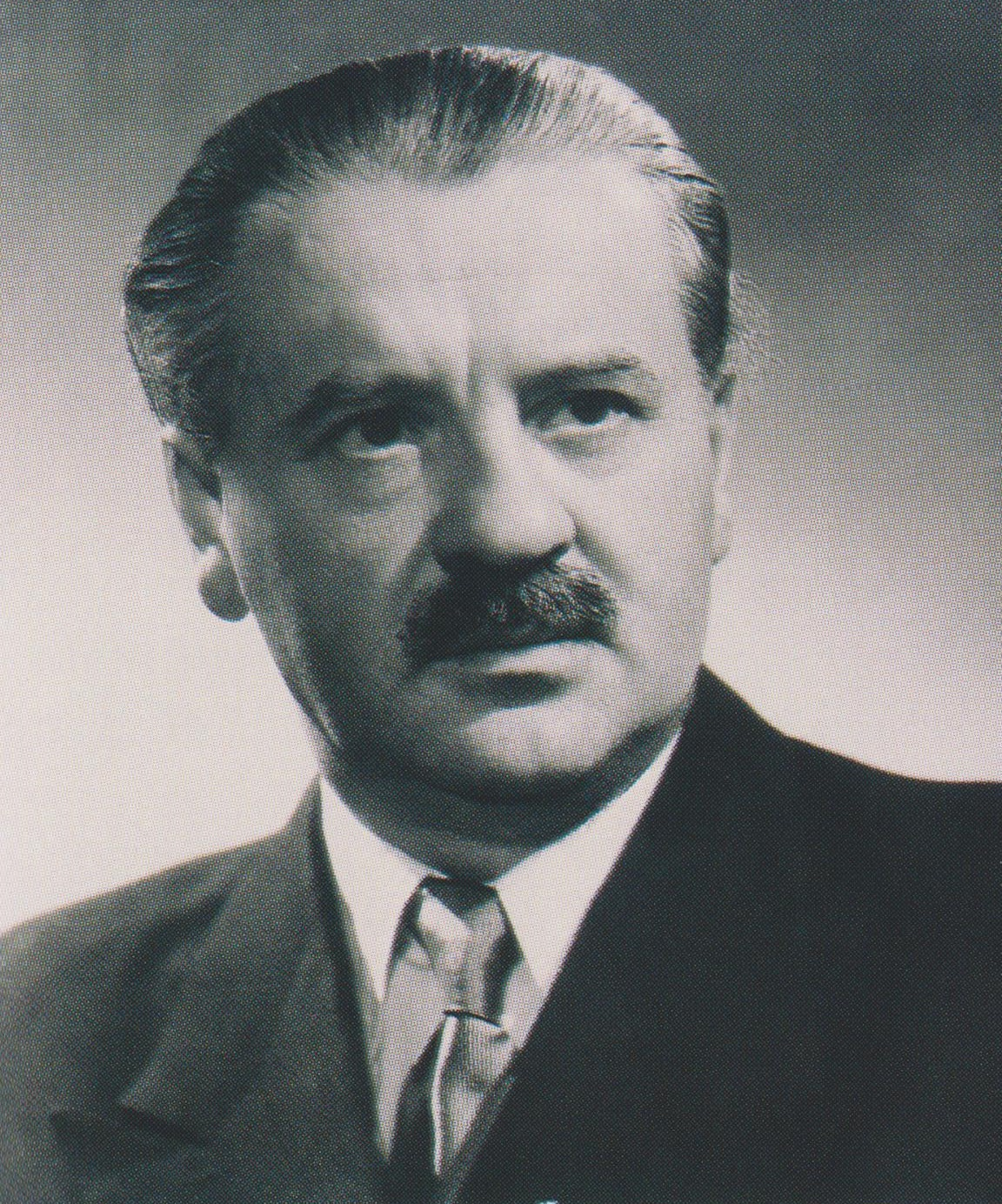
Zoltán Tildy (1946)

Zoltán Tildy [ˈzoltaːn ˈtildi] (* 18. November 1889 in Losonc, Komitat Nógrád, Österreich-Ungarn; † 3. August 1961 in Budapest, Ungarn) war ein ungarischer Politiker der Unabhängigen Partei der Kleinlandwirte (FKgP). Nach dem Zweiten Weltkrieg war er von November 1945 bis Februar 1946 Ministerpräsident, anschließend bis August 1948 Staatspräsident der Zweiten Ungarischen Republik.

## Leben
Tildy wurde in Losonc im damaligen Oberungarn, der heutigen Slowakei geboren. Er studierte an der Reformierten Theologischen Akademie in Pápa und am Assembly’s College der Presbyterian Church in Ireland in Belfast. Ab 1921 war er evangelisch-reformierter Pastor. Daneben gab er die Tageszeitung der Reformierten Kirche in Ungarn, Keresztény Család („Christliche Familie“), heraus. Er war 1930 Gründungsmitglied der Unabhängigen Kleinlandwirte-, Landarbeiter- und Bürger-Partei (Független Kisgazda-, Földmunkás- és Polgári Párt, FKgP), für die er 1935 und 1939 ins ungarische Parlament gewählt wurde. Nach dem Rücktritt Tibor Eckhardts wurde Tildy 1940 Parteivorsitzender der FKgP. Während der deutschen Besatzung Ungarns (ab März 1944) war die Kleinlandwirte-Partei verboten. Tildy leistete in der antifaschistischen Magyar Front (Ungarischen Front) Widerstand.
Nach der Befreiung und Besetzung Ungarns durch die sowjetische Rote Armee wurde er erneut Parteivorsitzender der Kleinlandwirte-Partei, die die Parlamentswahl in Ungarn 1945 mit 57 Prozent der Stimmen gewann. Tildy wurde am 15. November 1945 zum Ministerpräsidenten gewählt. Obwohl seine Partei über die absolute Mehrheit verfügte, bildete er – auf Drängen der sowjetischen Besatzungsmacht – eine Allparteienregierung mit Ministern der Kleinlandwirte-, Kommunistischen, Sozialdemokratischen und Nationalen Bauernpartei. Zudem gehörte Tildy ab 7. Dezember 1945 dem vierköpfigen Hohen Nationalrat an, der während der Übergangszeit die Funktion des Staatsoberhaupts erfüllte. 

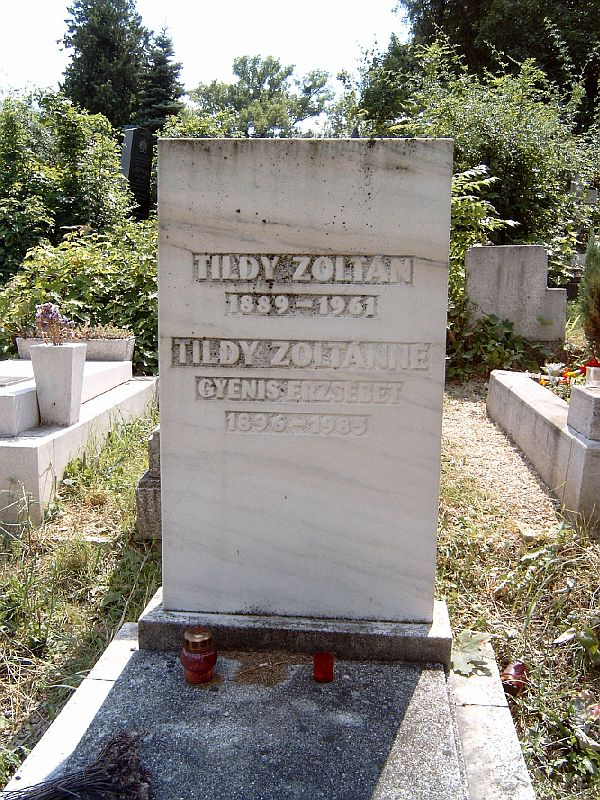
Grab auf dem Farkasréti temető

Nach Ausrufung der Zweiten Ungarischen Republik wählte das Parlament Zoltán Tildy am 1. Februar 1946 zum Staatspräsidenten. In der Folgezeit gelang es jedoch den Sowjets und den ungarischen Kommunisten unter Mátyás Rákosi mittels „Salamitaktik“, die Kleinlandwirte-Partei zu spalten und schrittweise zu entmachten. Als nominelles Staatsoberhaupt nahm Tildy die Verhaftung und Deportierung des FKgP-Generalsekretärs Béla Kovács im Februar 1947 sowie die Absetzung des Ministerpräsidenten Ferenc Nagy im Mai 1947 hin. Beiden warf die von Kommunisten kontrollierte Geheimpolizei ÁVO Beteiligung an einer angeblichen Verschwörung gegen die Republik vor. Der weitgehend machtlose Präsident musste am 30. Juli 1948 schließlich selbst seinen Rücktritt erklären. Seinem Schwiegersohn Viktor Csornoky wurde wegen Hochverrats der Prozess gemacht. Tildy wurde bis 1956 unter Hausarrest gestellt. 
Im Zuge des Ungarischen Volksaufstands wurde Zoltán Tildy am 3. November 1956 noch einmal als „Staatsminister“ in die Regierung von Imre Nagy berufen, die kurze Zeit später von sowjetischen Truppen abgesetzt wurde. 
Tildy starb 1961 in Budapest.